# Конвой Хальмахера – Каймана (06.01.44 – 20.01.44)
Конвой Хальмахера — Каймана (06.01.44 — 20.01.44) — японський конвой часів Другої світової війни, проведення якого відбувалось у січні 1944-го.
Вихідним пунктом конвою була затока Кау на острові Хальмахера (північна частина Молуккського архіпелагу), який відігравав важливу роль у постачанні японських сил на заході Нової Гвінеї. Пунктом призначення став новогвінейський гарнізон у Каймана (південно-західне узбережжя острова).
До складу конвою увійшли транспорти «Бізен-Мару» (Bizen Maru) та «Райзан-Мару» (Raizan Maru), тоді як охорону забезпечував переобладнаний сітьовий загороджувач «Хінокі-Мару».
Конвой вийшов з Кау 6 січня 1944-го та 9 січня прибув до Каймана. Після розвантаження загін 11 січня знову рушив у море, при цьому за два дні ескорт підсилив торпедний човен «Кіджі». 14 січня конвой досягнув Амбону (південна частина Молуккського архіпелагу).
18—20 січня 1944-го «Хінокі-Мару» супроводив «Райзан-Мару» з Амбону до затоки Кау.